# Couvent franciscain de Wiedenbrück

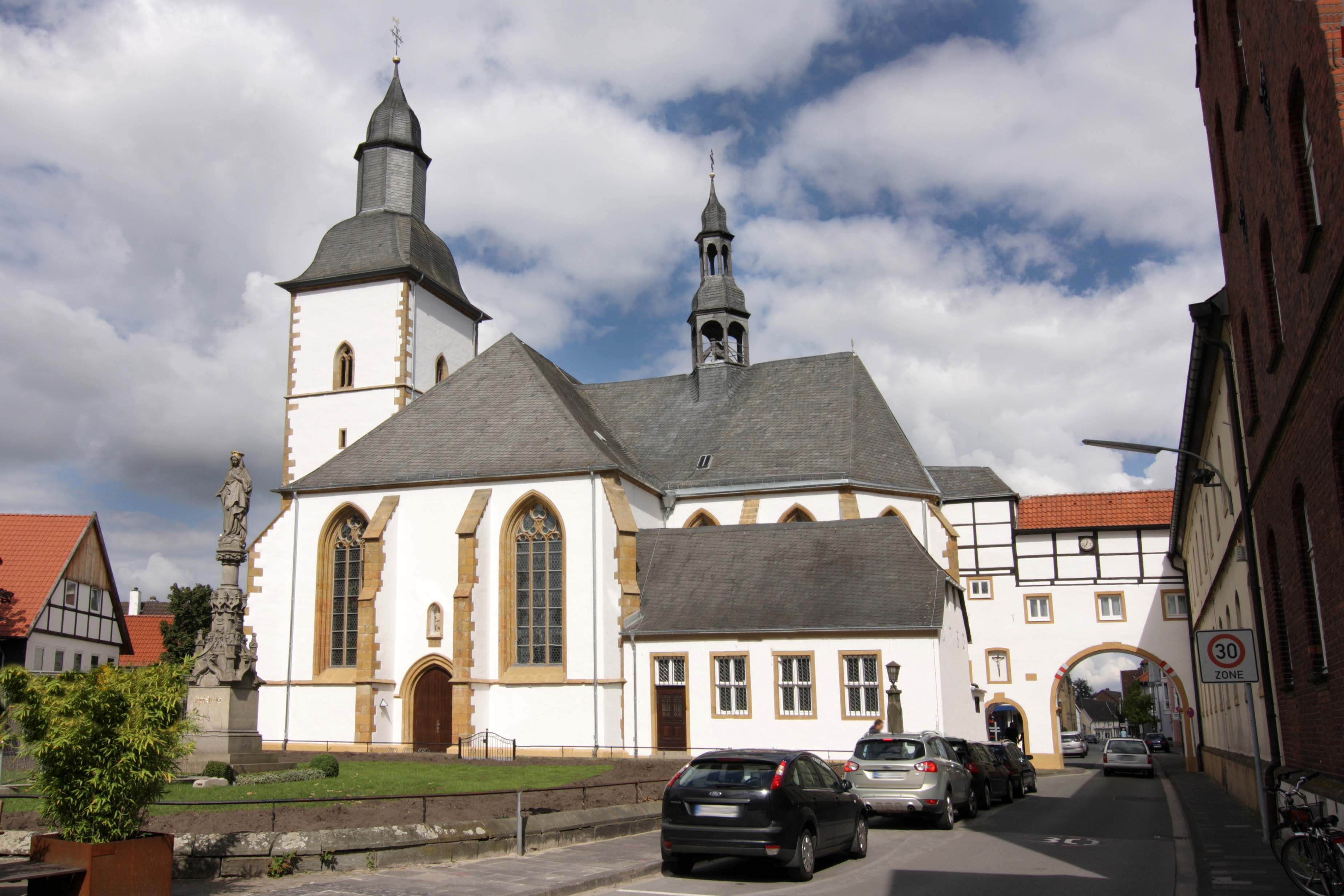
Vue de l'église Sainte-Marie reliée par un arc au couvent

Le couvent franciscain de Wiedenbrück (Franziskanerkloster Wiedenbrück) est un couvent franciscain situé dans la commune de Rheda-Wiedenbrück en Westphalie orientale  appartenant à l'État de Rhénanie-du-Nord-Westphalie (Allemagne). Il est relié par un arc à l'église Sainte-Marie.

## Histoire

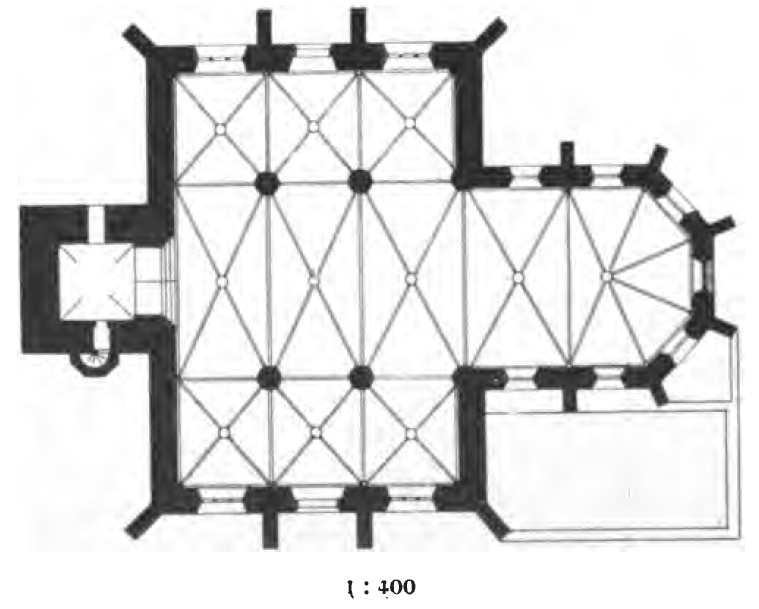
Plan de l'église Sainte-Marie

C'est en 1200 qu'est construite l'église Sainte-Ursule, d'architecture romane, à Wiedenbrück. Elle est remplacée par l'actuelle église Sainte-Marie, consacrée le 7 décembre 1470. Le prince-évêque d'Osnabrück, Franz Wilhelm von Wartenberg, achète une maison en face de l'église en 1644, pour y fonder un couvent franciscain, fondation reconnue par le pape Innocent X. Un arc au-dessus de la rue relie ensuite l'église au couvent. Après le siège de Wiedenbrück par les Suédois en 1647 à la fin de la Guerre de Trente Ans, les franciscains regroupés dans la province saxonne de la Sainte-Croix, accueillent une image pieuse de la Vierge Marie en 1650 et assurent la direction spirituelle de ce pèlerinage. Ils sont également responsables de la pastorale locale et de la direction spirituelle des annonciades de la ville.
Le couvent devient un Studium (école de formation) de philosophie des clercs de l'ordre franciscain de la province. C'est en 1663 que débute la tradition, toujours vivante aujourd'hui, de la procession de Wiedenbrück pendant le Vendredi saint qui figure la chemin de Croix du Christ. Quatre ans plus tard, le couvent est reconstruit.
La ville de Rheda - qui est en majorité protestante - est prise par la principauté épiscopale de Münster en 1700. Les franciscains deviennent aumôniers des soldats catholiques, qui n'ont pas de lieu de culte, jusqu'à la fin de l'occupation en 1785.
Le chœur de l'église conventuelle est agrandi en 1715, la nouvelle sacristie construite en 1730 ainsi que la chapelle de la confession. Le clocher prend son aspect actuel en 1781. Après le départ des soldats de Rheda en 1785, les franciscains y ouvrent une paroisse catholique. L'église Saint-Clément de Rheda est construite en 1807.
Le recès d'Empire de 1803 sécularise les abbayes et couvents, expropriant les religieux en faveur des seigneurs locaux ou les obligeant de ne plus prendre de novices. C'est le cas du couvent de Wiedenbrück auquel il est interdit par un ordre de cabinet de 1816 du royaume de Prusse de prendre de nouveaux moines, le condamnant ainsi à sa disparition à terme. Cette interdiction est levée par Frédéric-Guillaume IV (qui avait visité Wiedenbrück l'année précédente) en 1843. Les études de philosophie reprennent en 1854.
Les frères mineurs sont obligés cependant de quitter leur couvent en 1874 à cause du Kulturkampf de Bismarck. Ils rejoignent pour la plupart des communautés en Hollande ou en Amérique. Ils ont droit de revenir en 1887. Ils publient une revue, les Antoniusboten, et s'occupent de la centrale des missions franciscaines. Différents aménagements ont lieu au couvent tout à la fin du XIXe siècle.
En 1995, une aile du couvent est aménagée pour servir de maison d'accueil pour la jeunesse et d'hôtellerie conventuelle.
Tous les franciscains d'Allemagne s'unissent en une seule province, le 1er juillet 2010. C'est la province Sainte-Élisabeth de l'ordre franciscain. La province saxonne de la Sainte-Croix cesse donc d'exister. Le couvent abrite depuis 2006 la première année de noviciat de la toute la province d'Allemagne.

## Articles connexes

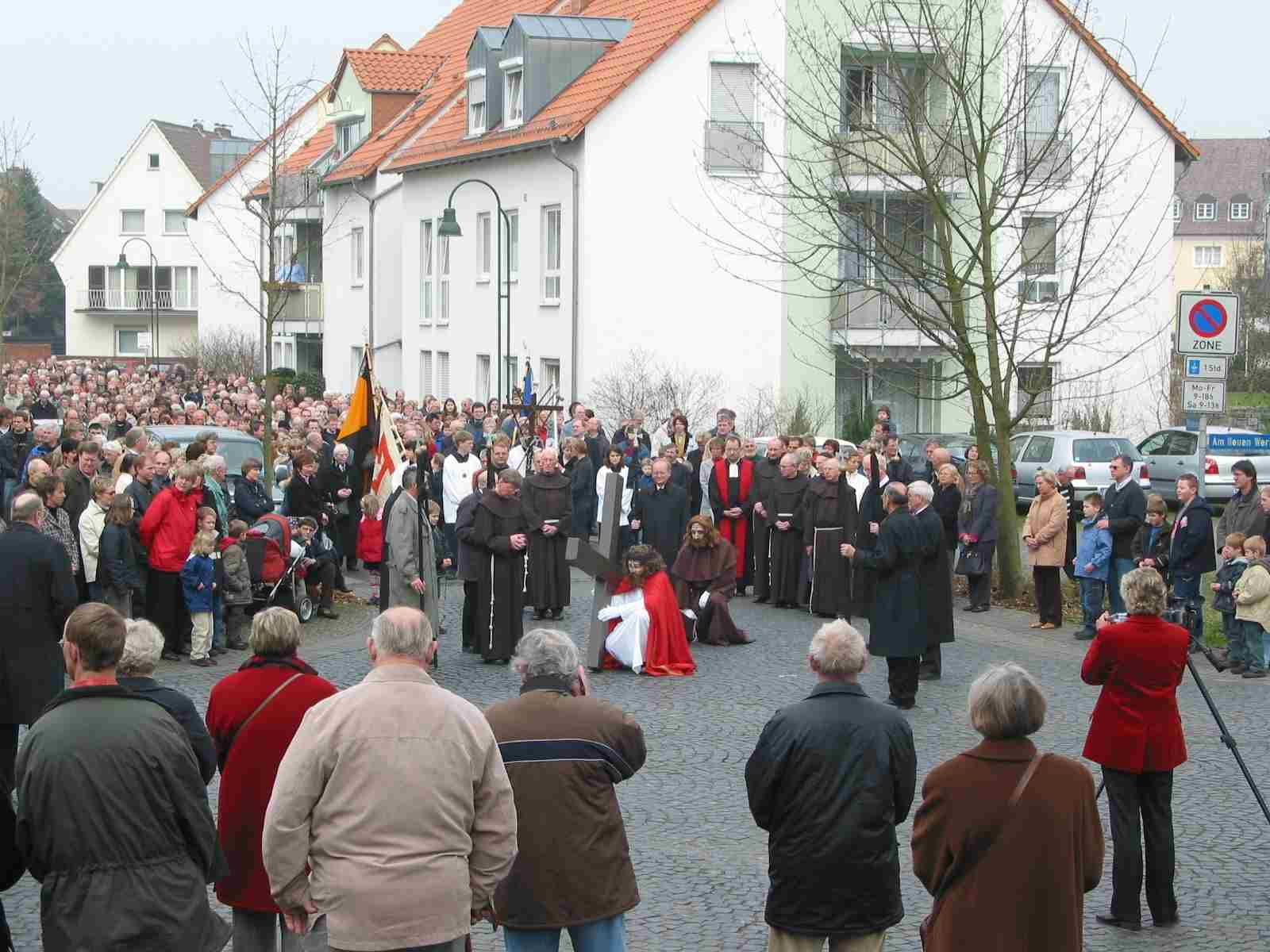
Procession du Vendredi saint organisée par les franciscains de Wiedenbrück

## Source
- (de) Cet article est partiellement ou en totalité issu de l’article de Wikipédia en allemand intitulé « Franziskanerkloster Wiedenbrück » (voir la liste des auteurs).